# 16-я моторизованная дивизия СС «Рейхсфюрер СС»
16-я моторизованная дивизия СС «Рейхсфюрер СС» (нем. 16. SS-Panzergrenadier-Division „Reichsführer SS“) — тактическое соединение войск СС нацистской Германии. Была сформирована 3 октября 1943 года в Любляне из прежней штурмовой бригады СС «Рейхсфюрер СС», которая, в свою очередь, была создана на основе батальона сопровождения рейхсфюрера СС. Дивизия несёт ответственность за резню в Сант'Анна ди Стаццема 12 августа 1944 года и резню в Марцаботто 1 октября 1944 года.

## Формирование
После начала вторжения в СССР 30 июня 1941 года из 1-го батальона 14-го пехотного полка СС «Мёртвая голова» был создан батальон сопровождения рейхсфюрера СС. Батальон входил в состав командного штаба рейхсфюрера СС и в 1941 — 1942 гг. участвовал в различных антипартизанских акциях. В феврале 1943 года батальон был развёрнут в штурмовую бригаду СС «Рейхсфюрер СС».
В июне 1943 года бригада была передислоцирована на Корсику. В середине сентября бригада была выведена с Корсики и отправлена в район Любляны. В октябре 1943 года она начала переформировываться в дивизию СС. Две роты 35-го полка СС — 14-я и 16-я в это же время были отправлены в Италию, где в районе озера Гарда несли службу по охране резиденции Муссолини. Остальная часть дивизии вместе с новобранцами продолжала формирование в Словении до конца 1943 года.

## Участие в боевых действиях
Зона действий дивизии простиралась от Италии и Корсики до Венгрии. Ещё будучи штурмовой бригадой, дивизия предположительно принимала участие в штурме корсиканской столицы Бастия, после которого итальянский гарнизон отказался разоружиться, несмотря на одностороннее перемирие, объявленное итальянским правительством 8 сентября 1943 года.
Большая часть 16-й моторизованной дивизии СС была переведена в конце 1943 года в Баден вблизи Вены, где было завершено её обучение.
22 января 1944 года союзники перешли в наступление под Анцио. Через несколько дней после начала наступления союзников для поддержки 14-й немецкой армии из состава вторых батальонов пехотных полков и зенитного подразделения дивизии были созданы две боевые группы «Дитерих» и «Кнохляйн». Обе группы участвовали в тяжёлых оборонительных боях у Сессано, Изолабелла и позднее у канала Муссолини и дороги Цистерна — Сессано.
Остальная часть дивизии в это время приняла участие в операции «Маргарет». В середине марта 1944 года части дивизии прибыли в Дебрецен и Феликсфюрбо. 25 марта ряд частей дивизии участвовал в немецком параде в Будапеште. В течение почти двух месяцев дивизия несла оккупационную службу в Венгрии. В середине мая части дивизии начали перебрасываться из Венгрии в Италию, в район Лукка — Пиза. Таким образом, произошло воссоединение дивизии. В конце мая вся дивизия была расположена на юге от Ливорно. Чуть позже пехотные полки несли службу по охране побережья в провинции Маремма, а сапёрный батальон и дивизион разведки были расположены в Гроссето.
В мае 1944 года производилась обратная переброска дивизии в северную Италию, когда был получен приказ предотвратить возможную высадку союзников на Эльбе. С началом наступления союзников части дивизии с боями отошли сначала к Ливорно, а затем к реке Арно. В июле 1944 года произошёл первый бой дивизии в городе Вольтерра юго-восточнее Ливорно. У Арно немцы и верные Муссолини итальянские части создали одноимённую укреплённую позицию, протянувшуюся от Пизы до Сант-Пьеро. После кровопролитных боёв на Арно гренадеры СС отступили к Карарре. В боях южнее Флоренции дивизия потеряла 823 человек.
В августе 1944 года подразделения дивизии сражались против союзников в долине Узо. Некоторая часть дивизии участвовала в антипартизанских акциях против гарибальдийцев (партизаны-коммунисты) на юго-западе от Болоньи. Затем дивизия участвовала в боях в долине Поретта. В сентябре дивизия участвовала в антипартизанских акциях в районе Мардзаботто. До конца года она продолжала участвовать в антипартизанских операциях. В декабре 1944 года численность дивизии снизилась до 14 223 человек.
В конце января 1945 года части дивизии начали перебрасываться в Венгрию. В начале февраля дивизия прибыла в Надьканиже. Здесь она начала подготавливаться к участию в контрнаступлении. После начала операции «Весеннее пробуждение» дивизия участвовала в наступлении по дороге Надъбайом — Капошвар. Затем дивизия участвовала в боях у Марцали, Шомодьшард и Местегнье. После краха операции она отступила к Капошвару, а затем по реке Мур к Радкерсбургу. В апреле 1945 года на территории Австрии части дивизии смогли оторваться от преследования Красной армии и стремительно двигались в направлении наступающих англичан. В конце войны дивизия добралась до Дравы и сдалась англичанам в Филлахе.

## Зона действий
- с октября 1943 по апрель 1944 (формирование и обучение)
- с мая 1944 по январь 1945 (борьба с партизанами и бои в Италии в зоне группы армий «C», резня при Сант’Анна ди Стаццема и Марцаботто)
- с января по апрель 1945 (перевод в Венгрию)
- апрель 1945 (отход в Штирию в зону группы армий «Юг», сдача в плен союзникам)

## Военные преступления
Около 300 служащих дивизии напали на тосканскую деревню Сант’Анна ди Стаццема 12 августа 1944 года. Под предлогом поиска партизан было убито 560 женщин, детей и стариков, которых загнали в хлев. Общее число гражданских лиц, уничтоженных 16-й моторизованной дивизией СС «Рейхсфюрер СС» в центральной и северной Италии, оценивается в 2000 человек.
Долгое время после войны о резне в Сант’Анна ди Стаццема умалчивали, расследование было начато лишь в середине 1990-х годов. Несколько лет велось следствие, в ходе которого допрашивались оставшиеся в живых участники событий. Летом 2004 года наконец начался процесс против 10 обвиняемых, среди которых бывший в то время командиром роты Герхард Зоммер. 23 июня 2005 года военный трибунал Ла Специа приговорил 10 обвиняемых заочно к пожизненному заключению.

## Организация
- 35-й моторизованный полк СС (SS-Panzergrenadier-Regiment 35)
- 36-й моторизованный полк СС (SS-Panzergrenadier-Regiment 36)
- 16-й артиллерийский полк СС (SS-Artillerie-Regiment 16)
- 16-й танковый батальон СС (SS-Panzer-Abteilung 16)
- 16-й дивизион штурмовых орудий СС (SS-Sturmgeschütz-Abteilung 16)
- 16-й противотанковый артиллерийский дивизион СС (SS-Panzerjäger-Abteilung 16)
- 16-й зенитный артиллерийский дивизион СС (SS-Flak-Abteilung 16)
- 16-й разведывательный батальон СС (SS-Panzer-Aufklärungs-Abteilung 16)
- 16-й батальон связи СС (SS-Nachrichten-Abteilung 16)
- 16-й сапёрный батальон СС (SS-Pionier-Bataillon 16)
- 16-е подразделение снабжения СС (SS-Nachschub-Truppen 16)
- 16-й ремонтно-восстановительный батальон СС (SS-Instandsetzungs-Abteilung 16)
- 16-й батальон тылового обеспечения СС (SS-Wirtschafts-Bataillon 16)
- 16-й батальон административного управления СС (SS-Verwaltungstruppen-Abteilung 16)
- 16-я рота полевой жандармерии СС (SS-Feldgendarmerie-Kompanie 16)
- 16-й полевой запасной батальон СС (SS-Feldersatz-Bataillon 16)
- 16-й санитарный батальон СС (SS-Sanitäts-Abteilung 16)

## Командиры
- группенфюрер СС и генерал-лейтенант войск СС Макс Симон (3 октября 1943 — 24 октября 1944)
- оберфюрер СС Отто Баум (24 октября 1944 — 8 мая 1945)

## Награждённые Рыцарским крестом Железного креста

### Рыцарский крест Железного креста с Дубовыми листьями
- Макс Симон (№ 639) — 28 октября 1944 — группенфюрер СС и генерал-лейтенант войск СС, командир 16-й моторизованной дивизии СС «Рейхсфюрер СС».